# 福野泰介
福野 泰介（ふくの たいすけ、1978年〈昭和53年〉11月18日 - ）は、株式会社jig.jp創業者兼取締役会長、株式会社B Inc.代表取締役社長、IT技術者、プログラマー、オープンデータ伝道師。

## 来歴・人物

### プログラミングとの出会い・起業
ファミコンに感動し、ゲームプログラミングを始める。BASICやマシン語を使ってのゲーム作りを通じて、プログラマーとしての道を夢見て、福井高専電子情報工学科に進学。地震予知の研究、アルバイト、趣味を通じ、人の役に立つツールソフトウェアを作ることにやりがいを感じ、高専卒業翌年の2000年、最初の会社を共同で起業。誰もが使う携帯電話上のソフトウェアに魅力を感じ、2003年に利用者に最も近いソフトウェアを提供するべく株式会社jig.jpを設立、プラグインに対応した、待ち受け画面を最適化する「jigデスクトップ」、高速フルブラウザ「jigブラウザ」、携帯電話での長時間動画視聴を可能にする「jigムービー」などを開発・販売。
Raspberry Piが結構ややこしかったのでIchigoJamを開発。

### オープンデータの活用に向けた取り組み

#### 福井県鯖江市と連携したオープンデータ活用
福野がオープンデータに関心を持ったきっかけは、World Wide Web Consortium (W3C)でティム・バーナーズ=リーと出会った事だという。2010年12月20日、jig.jpが本社を置く福井県鯖江市にて、福野・一色正男（W3C日本マネージャー）の両氏が牧野百男市長（当時）と会談。市が保有するデータをXMLで提供してもらい、アプリ開発に活用することなどを盛り込んだ「データシティ鯖江」構想を提案したところ、市長が快諾。その3ヶ月後には情報統計課（後の情報統計政策課、2021年4月からはデジタル推進課）が発足し、鯖江市でのオープンデータ活用に向けた取り組みが始まった。日本の自治体としては初めての取り組みであり、2013年には総務省にモデルケースとしても取り上げられている。

#### 新型コロナウイルス感染症対策でのオープンデータ活用
2021年3月11日、厚生労働省が公開するデータを活用し、カラム地図にて各都道府県の感染状況を視覚化した「新型コロナウイルス対策ダッシュボード」を公開。当時は陽性者数のみを表示していたが、居住地である福井県で感染者が出た際、県の発表で病床数に関する言及があったことから、病床数も併記する仕様に変更、2021年9月現在も仕様を変更しつつ運用を継続している。医療体制のひっ迫度が視覚化されたこのサイトは、公開後SNSを中心に反響を呼び、福野本人が「バグを疑ったくらいです」と述べるほどであった。同年4月中には100万アクセスを記録している。
この業績が評価され、株式会社jig.jpとして経済産業省による「令和2年度情報化促進貢献個人等表彰」では企業等部門にて経済産業大臣賞等、個人として「2020年度のオープンデータ・ビッグデータに関する優れた取り組みの表彰」では貢献賞等を受賞している。

### 人物
週末はプログラミングによる楽器作り、写真撮影、バドミントン、鮎つりなどを楽しむ。
新型コロナウイルス対策ダッシュボード作成のきっかけは、東京都とCode for Japanが共同で作成した「東京都新型コロナウイルス感染症対策サイト」である。Code for Japanのフェローである福野も作成に携わっており、その中で厚労省のデータをまとめられないかと提案が出たことから、厚労省発表の感染者数をまとめ始めた。後に厚労省が都道府県別の感染状況を発表するようになったことで、カラム地図によるダッシュボードの公開に至った。

## 略歴
- 1978年 石川県生まれ。
- 1999年 福井工業高等専門学校卒業。
- 2000年 有限会社シャフト取締役
- 2001年 有限会社ユーエヌアイ研究所を設立。
- 2003年 株式会社jig.jpを設立、代表取締役社長CEO。
- 2016年 内閣官房オープンデータ伝道師就任[12]。
- 2016年 株式会社B Inc.設立、代表取締役社長就任。
- 2017年 総務省地域情報アドバイザー就任[13]。

## 主な受賞歴
- 2007年4月、「第1回 DREAM GATE AWARD 2007」
- 2008年7月、開発した「jigムービー」が、モバイルコンテンツフォーラム主催「モバイルプロジェクト・アワード 2008」の「モバイルソリューション部門」で優秀賞
- 「令和2年度 情報化促進貢献個人等表彰 企業等部門」にて経済産業大臣賞（株式会社jig.jpとして）

## 著書
- 寄稿：『新版プロデューサーシップのすすめ』、紫洲書院、2023年、ISBN 978-4909896100